# موتال (باشقیرستان)
موتال (انگلیسی: Mutal, Republic of Bashkortostan) یک شهرک در شهرستان کویورگازینسکی جمهوری باشقیرستان در کشور روسیه است.